# José Ignacio Munilla Aguirre

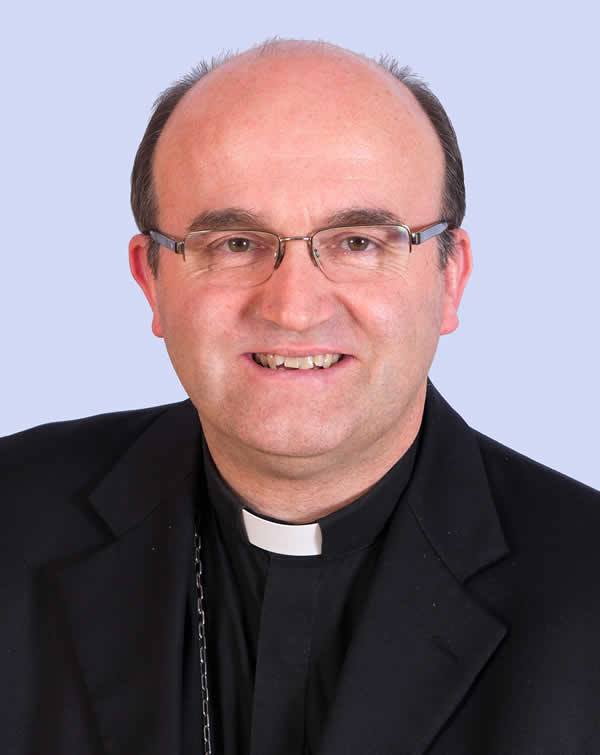
José Ignacio Munilla (2016).

Wappen von Bischof José Ignacio Munilla Aguirre

José Ignacio Munilla Aguirre (* 13. November 1961 in Zumarraga, Spanien) ist ein spanischer Geistlicher und römisch-katholischer Bischof von Orihuela-Alicante.

## Leben
José Ignacio Munilla Aguirre studierte Katholische Theologie und Philosophie am Colegio del Sagrado Corazón de Mundaiz in Donostia-San Sebastián und am Priesterseminar in Toledo. Er empfing am 29. Juni 1986 das Sakrament der Priesterweihe. Munilla Aguirre wurde Vikar in der Pfarrei Nuestra Señora de la Asunción in Zumarraga. An der Theologischen Fakultät Nordspaniens in Burgos erwarb José Ignacio Munilla Aguirre ein Lizenziat im Fach Spiritualität.
Am 24. Juni 2006 ernannte ihn Papst Benedikt XVI. zum Bischof von Palencia. Der Apostolische Nuntius in Spanien, Erzbischof Manuel Monteiro de Castro, spendete ihm am 10. September desselben Jahres die Bischofsweihe; Mitkonsekratoren waren der Bischof von San Sebastián, Juan María Uriarte Goiricelaya, und der Bischof von Orihuela-Alicante, Rafael Palmero.
Papst Benedikt XVI. ernannte ihn am 21. November 2009 zum Bischof von San Sebastián. Die Amtseinführung erfolgte am 9. Januar 2010.
Papst Franziskus ernannte ihn am 7. Dezember 2021 zum Bischof von Orihuela-Alicante. Die Amtseinführung fand am 12. Februar des folgenden Jahres statt.

## Kritik
Munilla, der als sehr konservativ und „rückwärtsgewandt“ gilt, hatte in seiner  baskischen Diözese von Anfang an mit Widerständen zu kämpfen. Eine Gruppe von Priestern des Bistums, zu denen 85 Pfarrer (das sind 77 % des gipuzkoanischen Pfarrklerus) und 11 von 14 Dechanten der Diözese gehörten, unterzeichnete im Vorfeld der Amtseinführung einen Aufruf, mit dem sie den damaligen Vorsitzenden der Spanischen Bischofskonferenz, Kardinal Rouco Varela von Madrid, und Papst Benedikt XVI. aufforderten, die Ernennung rückgängig zu machen. Nach sechs Jahren seines Pontifikats hat der Bischof Kritikern zufolge, zu denen nach wie vor große Teile des Klerus gehören, alle wichtigen Posten in der Bistumshierarchie mit Gefolgsleuten aus seiner Klientel besetzt. Insidern zufolge stagniert das kirchliche Leben in Gipuzkoa unter Bischof Munilla und sei fast zum Erliegen gekommen. Ende 2018 gab es erneut öffentliche Proteste gegen den Bischof, weil er mit dem Kirchenvermögen seiner Diözese in das lukrative örtliche Hotelgeschäft eingestiegen war, was Kritikern für einen Bischof ethisch nicht vertretbar erschien.